# Jesús Silva Fernández
Jesús Silva Fernández (Sevilla, 14 de abril de 1962) es un diplomático español. Cónsul general de España en Ciudad del Cabo. Ha sido embajador de España en Venezuela, en Panamá y en Jamaica. 

## Biografía
Cursó sus estudios de primaria en el Colegio Alemán de Sevilla y los de bachillerato en el Colegio Alemán de Madrid. Licenciado en Derecho, por la Universidad Complutense de Madrid, ingresó en 1990 en la carrera diplomática.
Ha sido consejero técnico en la Jefatura de Protocolo de Presidencia del Gobierno, Cónsul general de España en Rosario y consejero cultural en la Embajada de España en Bonn y en Berlín (Alemania).
En 2000 fue designado director del Gabinete del Secretario de Estado para la Cooperación Internacional y para Iberoamérica. En 2001 fue nombrado director general de Relaciones Culturales y Científicas de la Agencia Española de Cooperación Internacional, en el Ministerio de Asuntos Exteriores, periodo durante el cual se fusionaron las diversas unidades dedicadas a la acción cultural exterior en una sola dirección general. 
De 2005 a 2010 fue embajador de España en Jamaica, acreditado también como embajador no residente en Bahamas, Antigua y Barbuda, Dominica, Santa Lucía y San Cristóbal y Nieves. Fue asimismo el primer embajador representante permanente de España ante la Autoridad Internacional de los Fondos Marinos, con sede en Kingston (Jamaica), el primer representante acreditado por España ante Comunidad del Caribe (CARICOM) y el primer ebajador representante de España ante la Organización de Estados del Caribe Oriental (OECS). En 2010 fue elegido presidente de la Asamblea de la Autoridad Internacional de los Fondos Marinos. 
Entre 2010 y 2014 fue embajador de España en la República de Panamá, periodo que coincidió con las obras de ampliación del tercer juego de esclusas del Canal interoceánico de Panamá, así como con diversas celebraciones con motivo del 500 aniversario del descubrimiento del océano Pacífico por el extremeño Vasco Núñez de Balboa, como la XXIII Cumbre Iberoamericana de Jefes de Estado y de Gobierno, que se llevó a cabo en la Ciudad de Panamá los días 18 y 19 de octubre de 2013 bajo el lema “El papel político, económico, social y cultural de la Comunidad Iberoamericana en el nuevo contexto mundial. También el VI Congreso Internacional de la Lengua Española Española, que se celebró en la capital panameña bajo el lema "El español en el libro: del Atlántico al Mar del Sur" y que inauguró el Príncipe de Asturias. 
Entre noviembre de 2014 y febrero de 2017, fue presidente y consejero delegado de INECO (Ingeniería y Economía del Transporte S.A.), empresa pública de ingeniería, adscrita al Ministerio de Fomento de España, especializada en infraestructuras de transporte, con proyectos en casi 50 países.

### Embajador en Venezuela
El 10 de marzo de 2017 fue designado embajador de España en la República Bolivariana de Venezuela.
El 4 de agosto de 2017 fue objeto de un atentado con artefactos incendiarios de fabricación casera contra la sede de la Embajada de España en Caracas. Solo uno de los tres artefactos hizo explosión y el fuego fue controlado con rapidez por el personal de vigilancia. La Fiscalía de Venezuela anunció una investigación de la que nunca se obtuvo información alguna.
El 25 de enero de 2018 fue declarado persona non grata por la República Bolivariana de Venezuela y se retiró del país, retornando a Caracas y a su puesto como embajador de España en Caracas el 22 de abril de 2018, tras la superación de la crisis diplomática entre ambos países.
El 30 de abril de 2019 acogió en la residencia de la embajada de España en Caracas, en calidad de "huésped", al dirigente político opositor venezolano Leopoldo López. López permaneció en dicho recinto diplomático hasta finales de octubre de 2020, coincidiendo con el relevo del embajador y tras casi 18 meses bajo su protección.
El 20 de octubre de 2020 la Asamblea Nacional de Venezuela le declaró "amigo de la causa venezolana por la recuperación de la democracia", aprobando en su sesión plenaria  un "Acuerdo de Agradecimiento al Excmo. Embajador del Reino de España, Sr. Jesús Silva Fernández, por su apoyo a la Asamblea Nacional y a la lucha por la recuperación de la democracia y de la libertad en nuestro país".
El 3 de noviembre de 2020 cesó como embajador en Venezuela, siendo reemplazado por un encargado de negocios, el diplomático Juan Fernández Trigo.
En agosto de 2021 fue nombrado cónsul general de España en Ciudad del Cabo, República de Sudáfrica.